# Jüdischer Friedhof (Čáslav)
Koordinaten: 49° 55′ 28,5″ N, 15° 23′ 8,3″ O

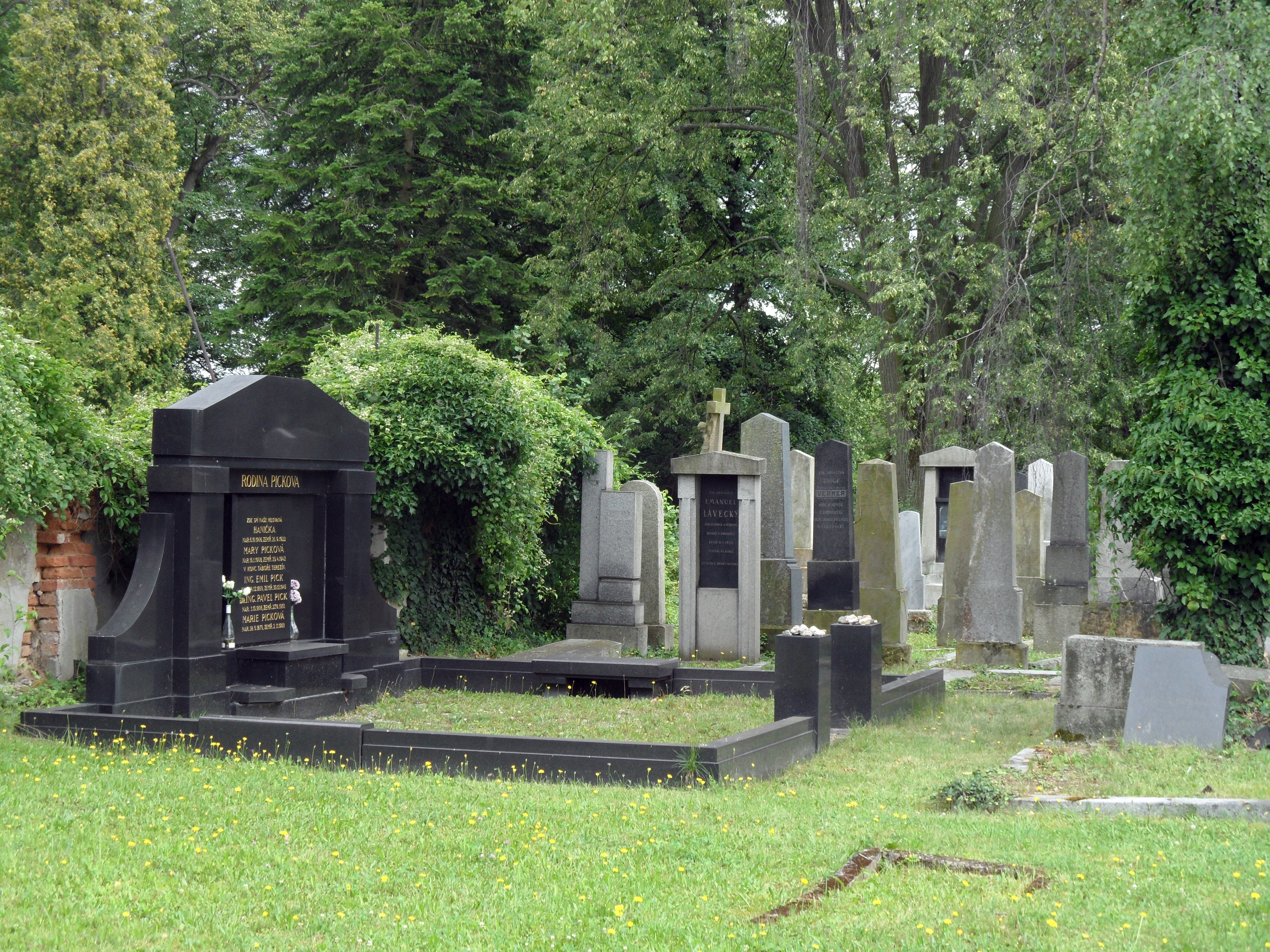
Jüdischer Friedhof in Čáslav

Der Jüdische Friedhof in Čáslav (deutsch Tschaslau, Czaslau oder Caßlau), einer tschechischen Gemeinde im Okres Kutná Hora in der Mittelböhmischen Region, wurde 1884 angelegt. Der jüdische Friedhof liegt westlich des Ortes.
Auf dem jüdischen Friedhof in Čáslav sind noch viele Grabsteine erhalten.
Der Chemiker und Unternehmer Emil Pick (1865–1945) ist auf dem Friedhof bestattet.